# Nematinus
Nematinus is een geslacht van  echte bladwespen (familie Tenthredinidae).

## Soorten
- N. acuminatus (C. G. Thomson, 1871)
- N. bilineatus (Klug, 1819)
- N. caledonicus (Cameron, 1882)
- N. fuscipennis (Serville, 1823)
- N. luteus (Panzer, 1804)
- N. steini Blank, 1998